# Veronica ovata
Veronica ovata är en grobladsväxtart. Veronica ovata ingår i släktet veronikor, och familjen grobladsväxter.

## Underarter
Arten delas in i följande underarter:
- V. o. kiusiana
- V. o. maritima
- V. o. miyabei
- V. o. ovata
- V. o. canescens
- V. o. japonica
- V. o. villosa